# 川崎寛司
川崎 寛司（かわさき かんじ、1978年6月1日 - ）は、NHKのアナウンサー。

## 人物
長崎県五島列島（現：五島市）出身。
入局以来主に、報道リポーターやニュース情報番組キャスター、エンターテインメント番組の司会として活躍している。
身長は184cm。
趣味はバレーボール、ゴルフ、書道
中学生と小学生の息子がいる。
2023年8月に、長崎放送局へ赴任し、25年ぶりに長崎へ帰郷した。その後、2024年8月より池田耕一郎の後任として、アナウンスグループ統括（副部長）を務めている。

## 現在の担当番組
- ぎゅっと!長崎（編集責任者）
- ニュース845長崎（ローテーション制）
- ぎゅぎゅっと!長崎（ローテーション制）
- アナウンスグループ統括（2024年8月から）
- 長崎局制作番組の編集責任者
- はっけんTV〜長崎〜（編集責任者）
- 長崎県のニュース・中継・リポート
- 緊急報道（長崎局発）

## 過去の担当番組
静岡放送局時代（2003年度 - 2006年度）
- おはよう静岡（キャスター）
- 静岡県のニュース・中継・リポート
- たっぷり静岡（リポーター）
- ニュースしずおか845（不定期）
- ニュースしずおか645（不定期）
- 東海道ぶらり旅
- おーい、ニッポン『私の・好きな・静岡県　浜名湖花博や遠州灘の見える砂丘で大凧揚げやレトロな温泉街を』（2004年6月20日）
- たべもの新世紀『天然の生命力に挑むうなぎ〜静岡県大井川町』（2005年7月17日）

佐賀放送局時代（2007年度 - 2011年7月）
- NEWSファイル佐賀（キャスター）
- オーレ!サガン鳥栖（キャスター）
- 佐賀県のニュース・中継・リポート
- おはよう佐賀（キャスター）
- 生中継ふるさと一番!
  - 『気球に乗って大空へ!〜佐賀市〜』（2010年4月19日）
  - 『復活！温泉街を結ぶ宝の湯〜佐賀県嬉野市〜』（2010年4月20日）
- あさイチ『JAPAなび　陶磁器に温泉!有田・嬉野つるつる美白王国』（2010年12月16日）
- 民謡をたずねて『佐賀県・白石町』（2011年6月18日、6月25日、7月2日）

東京アナウンス室時代（2011年8月-2014年7月）
- 歌の散歩道（司会）
- ニュース・気象情報（不定期）
- 女神ビジュアル（マスター）
- ラジオニュース（不定期）
- ホリデーインタビュー
- 着信御礼!ケータイ大喜利（2013年3月5日）
- うまいッ!『ぷりっぷりで絶品とびうお〜東京・八丈島〜』（2014年5月18日）
- Nスペ5min『シリーズ　エネルギーの奔流 第1回・第2回』（2014年5月24日）

福井放送局時代（2014年8月 - 2017年度）
- ニュースザウルスふくい（キャスター）
- ニュースザウルス845（不定期）
- 福井県のニュース・中継・リポート
- ひるブラ
  - 『東尋坊の春を楽しもう!〜福井県・坂井市〜』（2015年5月27日）ナビゲーター
  - 『夏におすすめ!爽やか大自然』（2015年8月5日）
  - 『永平寺の門前町をぶらり旅〜福井・永平寺町〜』（2015年11月26日）
  - 『特選　春に行きたい!絶景スポット』（2017年4月18日）
- 高校野球100年のものがたりわがふるさとのベストチーム『福井県』（2015年7月17日、7月19日、8月3日、11月30日）
- あさイチ『熊本地震震度7の衝撃』（2016年4月18日）ナビゲーター

福島放送局時代（2018年度 - 2019年度）
- はまなかあいづToday（不定期：吾妻謙・芳賀健太郎のキャスター代行など）
- おはようふくしま（不定期）
- NHKニュース845ふくしま（不定期）
- 福島県のニュース・中継・リポート
- あさイチ『JAPAN-NAVI極上の食材王国!福島』（2018年6月14日）
- 旬感☆ゴトーチ!『宝の山が作った大自然裏磐梯の秋を満喫〜福島・北塩原』（2018年10月30日）ナビゲーター
- 東北発ラジオ深夜便『来て!見て!聞いて!東日本大地震被災地の今』（2020年3月11日）リポート

前橋放送局時代（2020年度 - 2023年7月）
- 群馬県のニュース・中継・リポート
- ほっとぐんま630（原口雅臣の代理キャスター）（2021年5月11日[5]）
- ほっとぐんま630休止時の、群馬県内のニュース気象情報のキャスター担当（2021年5月6日、7日[6]）
- NHKジャーナル（2022年3月1日）

長崎放送局時代（2023年8月 - ）
- ぎゅっと!長崎
  - 木花牧雄の代理キャスター（2023年8月23日 - 24日、9月7日、14日 - 15日、11月13日、12月1日、2024年3月29日）
  - 守屋瞭の代理キャスター（2024年4月24日 - 25日、12月26日、2025年6月30日、8月14日 - 15日、18日 -）
  - 金曜日キャスター（2024年5月17日 - 12月27日）
- 衆議院長崎4区補欠選挙開票速報（中継 : 2023年10月22日）
- 九州沖縄のニュース（2024年1月10日・応援派遣要員） - 福岡局より
- ニュース845福岡（2024年1月10日） - 応援派遣要員
- はっけんラジオ - 福岡局より
  - 「ドクター小野村のなるほど・正月太り 料理番組で解消」（2024年1月10日）
- ラジオニュース（九州沖縄、R1・FM）の泊まり勤務担当（2024年1月11日 - 12日） - 応援派遣要員[注釈 1]
- Jリーグ2024　J2第34節「V・ファーレン長崎」対「大分トリニータ」（実況・2024年10月6日）
- Jリーグ2024　J1昇格プレーオフ　準決勝「V・ファーレン長崎×ベガルタ仙台」（実況・2024年12月1日）